# 松本野々歩
松本 野々歩（まつもと ののほ、1983年7月12日 - ）は、日本の歌手。熊本県生まれ、東京都出身。
世界のわらべ音楽を親子と届けるユニット「チリンとドロン」や、「あそび」を通して様々な表現を考えるユニット「ロバート・バーロー」メンバーとしてライブ活動や、ワークショップなどを行っている。そのほか、音楽ユニット「ショピン」（chopiiin）や、またソロではCMソングやコーラス、ナレーションを行っている。
その他、絵本作家の中川ひろたかが主催した幼児向けミュージカルへの出演や、ショピンや音楽集団コケストラ（後述）のアートワークを手掛けてきた仲間たちと創作ユニット「nononootoshimono」を結成し、不定期でさまざまな物づくりを行うなど活動の幅を広げている。
ライブイベントの他、結婚パーティーのプロデュースなども行っている。
父はロバの音楽座リーダー松本雅隆。

## 来歴
- 福生市を経て立川市育ち。自由の森学園中学校・高等学校卒業。
- 高校卒業後、高校の同級生らと音楽集団コケストラを結成（現在活動休止中）。
- 2006年、ショピン結成。
- 2009年、絵本作家の中川ひろたか、ミュージシャン＆マジシャンの大友剛と共にon's結成。
- 2012年、コケストラのメンバー小田晃生とのユニット「ノノホとコーセー」と、ショピンのメンバー田中馨とのユニット「チリンとドロン」を結成。
- 2013年、田中馨、小田晃生、木下ようすけ、いづみれいなと「ロバート･バーロー」を結成。
- 2014年、マルチプレイヤー、ユミコが結成した「YankaNoi」にLIVE MEMBERとして参加。

## 活動
- ショピン名義の活動についてはショピン参照。

### チリンとドロンの作品
オリジナルアルバム
- チリンとドロン（2015年）
- ディン・ドン・ダン（2017年）（チリンとドロン＆しみずけんた）

### ON'S（オンス）の作品
ON'Sオリジナルアルバム
1. 輪になって（2010年7月1日）
輪になって / やっぱり / ワルツ / やさしい人 / ポルトガルの国の形 / 夕焼けを見に行こう

その他
- 童謡みっけ! - 中川ひろたかが、日本有数の詩人・絵本作家とコラボレーションして作り上げたCDブックシリーズ。
  - 童謡みっけ! まんまる（2008年7月1日）※ON'S結成前のため、各メンバー名義で参加。
  - 童謡みっけ!2 あのねのね（2009年7月20日）
  - 童謡みっけ!3 ぼくがなりたいもの（2010年7月26日）
  - 童謡みっけ!4 ぞうさんだっこ（2011年7月）

### ノノホとコーセーの作品
オリジナルアルバム
- ラララのダンス（2013年）

童謡・こどものうた
- 『ピンポーン』(2013年）
  - V.A.『藤本ともひこ×中川ひろたかあそび劇シアター　3びきのやぎとトロル／さるかにがっせん／ピンポーン』収録曲
- 『あがりめ さがりめ』『なべなべそこぬけ』(2014年3月12日)
  - V.A.『くまモンとあそぼ！ ～えかきうた と あそびうた～』収録曲

### 野々歩（松本野々歩）名義の作品
童謡・こどものうた
- V.A.『クリーミィメロンパンのワクワク遊び歌(3～5歳児)―手遊び､ふれあい遊び集 (Noccoセレクト)』（2008年7月）
- V.A.『いちについて　ぼくのうたきみのうた5』（2010年2月14日）
  - 世界文化社「pripri」2008年4月～2009年3月まで連載の「ぼくのうたきみのうた」シリーズをCD化
- V.A.『ともだちのともだちのともだち みんなともだち』（2011年7月）
  - 東日本大震災復興支援『みんなともだちプロジェクト』応援CD
- V.A.『笑える!遊べる!0歳からのマジカルあそびうた』（2011年7月）
- V.A.『ありがとうをつたえよう～卒園ソング～』（2011年11月）
- V.A.『ザ・ベスト キャンプソング』(2012年3月)
- V.A.『ザ・ベスト ようちえん・ほいくえんでうたううた』(2012年3月)
- V.A.『みんなだいすき えかきうた あそびうた』(2012年5月23日)
  - 「えかきうた」27曲と「あそびうた」25曲を集めた2枚組CD。
- 楽譜集『中川ひろたかのA1あそびうたランド CD付き』(2012年6月)
  - 全20曲。付属CDに野々歩の歌う「空より高く」が特別収録されている。
- 『ないてもいいよ(こもりうた)』(2012年6月)
  - V.A.『大友剛&鈴木翼のアソビウタ ワンダーランド みんなではじけましょ! 』収録曲
- 『地球星歌～笑顔のために～』(2012年10月)
  - V.A.『ベスト・オブ・そつえんソング』収録曲
- 『あと3センチ』(2013年1月23日)
  - V.A.『ショコラちゃんとうたおう あそびうた』収録曲
- 『くまモンのえかきうた』(2014年3月12日)
  - V.A.『くまモンとあそぼ！ ～えかきうた と あそびうた～』収録曲
- 『「うらしまたろう ザ・ミュージカル」歌入り完成編』(2014年8月20日)
  - V.A.『藤本ともひこ×中川ひろたか あそび劇シアター　ジャックとまめのき／うらしまたろう』収録曲
- 『えかきうたメドレー ～ぼうが一本あったとさ～にいちゃんが～みみずがさんびき』(2014年9月17日)
  - V.A.『年齢別どうよう＆あそびうた 2～4歳児向 おべんとうばこのうた』収録曲
- 『えかきうたメドレー ～ぼうが一本あったとさ～にいちゃんが～みみずがさんびき』(2014年11月19日)
  - V.A.『コロちゃんパック　年齢別どうよう＆あそびうた 2～4歳児向 おべんとうばこのうた』収録曲

その他（コーラス・演奏参加など）
- SAKEROCK『songs of instrumental』(2006年)　※収録曲「スーダラ節」にコーラス参加
- HUSKING BEE トリビュートアルバム『HUSKING BEE』13.The steady-state theory/ハナレグミ (2007年）※コーラス参加
- ハナレグミ『だれそかれそ』(2013年5月)　※収録曲「接吻 Kiss」にコーラス参加

### TV
- ｢しまじろう ヘソカ｣（2010年4月5日～2012年3月26日）テレビせとうち・テレビ東京系　※各コーナーのナレーション
- 「あしたキラリ」(2014年7月23日放送）フジテレビ 系

### CM
主なCMソング
- 青柳総本家 青柳ういろう テレビCM（ういろうのうた編）
- カンロ カンロ飴 （言葉って編 + 飴くばり編　ロングバージョン）(かわいい私編）
- DMM.com ネットレンタル編（主演・栗山千明）
- ACジャパン「あいさつの魔法。」歌・ナレーション
- Webサイト ほぼ日刊イトイ新聞「OHTO（オホト）」(リュックとポシェットのうた。編）
- グリコ　二段熟カレー「19周年篇」　歌・ナレーション
- 平林金属 企業CM
- キリン　キリンビール大学／Beer Sounds  演奏・出演

主なCMナレーション
- カンロ カンロ飴（ひと粒のメッセージ編）
- ニトリ（暮らし応援値下げ編）
- ミサワホーム（MISAWA WEB DIRECT 自由空間+）

主なCM用サウンドロゴ
- ジョンソン「カビキラー除菌@キッチンアルコール除菌」

CM出演
- ヤクルト shes（シーズ）TVCM『食べるSHEs・洋館』篇（主演・深津絵里）

### 映画
- 「みみをすます」（2005年芸術文化振興基金助成作品・東映教育映画制作）
  - ろう者のゆんみと聴導犬サミーが音と出会う旅の物語。主演：ゆんみ、サミー 出演：谷川俊太郎、ロバの音楽座、松本更紗、野々歩。優秀映像教材選奨で最優秀作品賞（文部科学大臣賞）を受賞。

### 舞台
- 劇団おともだち「ミュージカル  みんなともだち」
  - 中川ひろたか&村上康成の絵本シリーズ「ピーマン村の絵本たち」（童心社）をミュージカル化。
- ナイスなやつらpresents「えんとつ町のプペル」（2012年）
  - 出演・劇作・脚本・演出:西野亮廣（キングコング）。

## 音楽集団コケストラ
2003年にデビュー。2009年活動休止。
活動休止時のメンバーは高校の同級生だった、野々歩（歌/フィドル他）、小田晃生（歌/ギター/カズー他）、柴山真人（フィドル/ ティンホイッスル他）の3人。
アイリッシュ、カントリー、ウェスタン・スウィング、昭和歌謡など、ジャンルにとらわれない自由なスタイルで、さまざまな要素を取り入れた楽曲が特徴。ミニアルバムを2枚、フルアルバム2枚を発表している。2004年には楽曲が演劇集団キャラメルボックスのテーマ曲として採用された。
また、2007年にはアレンジと演奏で全面参加した Quinka, with a Yawn のアルバム「Field Recordings」がある。
子供向けの活動が中心になりはじめ、2006年親子向けの音楽劇「ずっコケストラ物語」を発表。各地の小学校や幼稚園などで公演していた。
活動休止後、それぞれ活動しているメンバーのプロフィールで現在でも「コケストラ」と紹介される場合があるが、解散ではないため間違いではない。